# Olympus E-420
Olympus E-420 är en digital SLR-systemkamera (spegelreflexkamera) tillverkad av Olympus Corporation, introducerad på marknaden 2008. Tillsammans med de jämnstora föregångarna i E-400-serien marknadsförs den som marknadens minsta spegelreflexkamera.

## Karaktäristiska egenskaper
- 10 effektiva megapixlar -3648 x 2736 bildupplösning (total upplösning 11,8 megapixel)
- 11,8 megapixel typ 4/3' Live MOS CCD-sensor
- ISO 100-1600
- Maximal slutarhastighet 1/4000, min. slutarhastighet 60.
- Ögonpunkt 14 mm
- Dioptrisk korrektion -3,0 - +1,0 dioptri / inbyggd typ
- Spegelreflexsökare

Kameran kan ta 3,5 bilder per sekund. E-420 har 3 autofokuspunkter i den optiska sökaren, alternativt 11 punkter vid användning av Live View, dvs. när man använder LCD-displayen för att fokusera.

## Specialegenskaper
E-420 är en uppgradering av föregångaren Olympus E-410 och har bl.a. följande egenskaper, utöver de vanliga, manuella funktionerna:
- AF LiveView
- 28 exponeringslägen
- TruePic III-processor
- 6,9 cm/2,7" HyperCrystal II LCD-skärm
- ansiktsigenkänning
- AF/AE-lås
- dammreducering

## Utföranden
Olympus E-420 säljs liksom föregångaren E-410 vanligtvis med objektivet Zuiko Digital ED 14-42mm 1:3,5-5,6, och ofta även med telezoomobjektivet ED 40-150mm. Mest uppmärksammat när kameran släpptes blev dock det faktum att den även såldes i paket med ett nylanserat fast 25-millimeters "pannkaksobjektiv", i extremt kompakt utförande som gjorde den redan lilla E-420 ännu mer lätthanterlig.